# Psilomorpha apicalis
Psilomorpha apicalis är en skalbaggsart som beskrevs av Francis Polkinghorne Pascoe 1859. Psilomorpha apicalis ingår i släktet Psilomorpha och familjen långhorningar. Inga underarter finns listade i Catalogue of Life.